# 達爾文日
達爾文日（英語：Darwin Day）是為了紀念博物学家、生物學家查爾斯·達爾文（生於1809年2月12日）而设立的节日，设立在每年的2月12日。在这一天，世界范围内都会举行庆祝和纪念活动。

## 历史
查尔斯·达尔文于1882年4月19日去世，享年73岁。后世对他的纪念自那以后就开始出现。1909年，来自167个国家的400多名科学家和政要齐聚剑桥，向达尔文的贡献致敬，并对最近的科学发现和相关理论展开了热烈的讨论。这次活动引起了被广泛报道，获得了公众关注。同年2月12日，纽约科学院在美国自然史博物馆举办了一场庆祝达尔文诞辰100周年和《物种起源》出版50周年的活动，并揭幕了达尔文的半身铜像。同年6月2日，新西兰皇家学会举办了一次“达尔文庆典”，据称“很多人参加”。到了1959年，这年是达尔文诞辰150周年和《物种起源》出版100周年，世界范围内举行了一系列庆祝活动。是年11月24日至28日，芝加哥大学举办了这一系列活动中最大的子活动。
科学家和学者有时会在2月12日举办庆祝活动，在这种活动上，他们可以尽可能多地享用不同门类生物制作的食物。在美国，马萨诸塞州塞勒姆州立大学自1980年以来每年举办一次“达尔文节”，并于2005年注册了“达尔文节”服务商标。

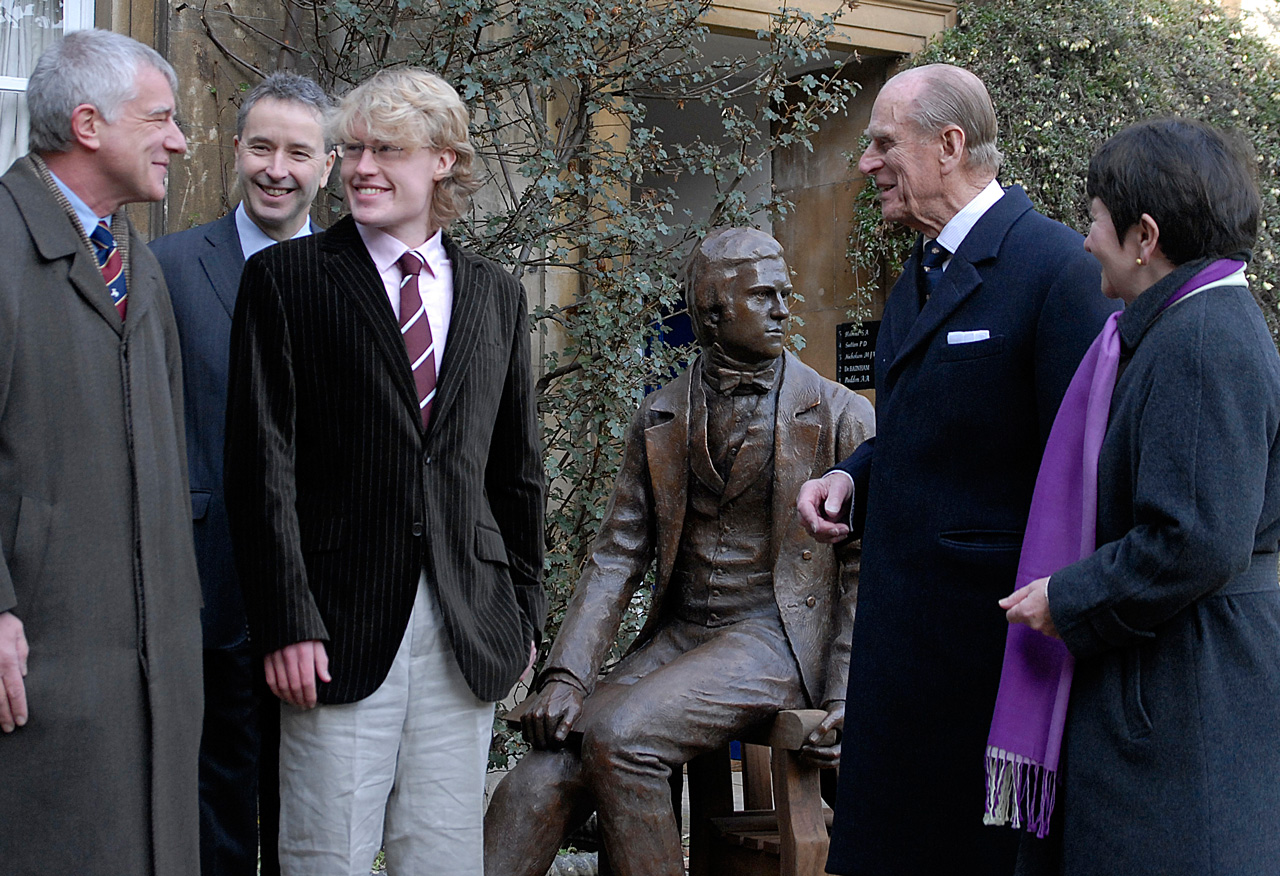
2009年铜像的揭幕现场。

2009年是达尔文的200周年诞辰和《物种起源》出版150周年。在达尔文的母校剑桥大学基督学院，一尊真人大小的青年时期达尔文铜像揭幕，这尊铜像是他们的前毕业生安东尼·史密斯雕刻的。菲利普亲王为这座雕像揭幕。澳大利亚的珀斯铸币厂则发行了一枚2009年1盎司纪念硬币，为法定货币，上面有青年时期和晚年的达尔文、英国皇家海军贝格尔号，以及达尔文的签名。